# Chasminodes unipuncta
Chasminodes unipuncta là một loài bướm đêm trong họ Noctuidae.